# いわみざわ農業協同組合
いわみざわ農業協同組合（いわみざわのうぎょうきょうどうくみあい、英称：JA Iwamizawa ）は北海道岩見沢市に本所を置く農業協同組合である。略称はJAいわみざわ。当農協の営業地域は岩見沢市の一部地域・三笠市の一部地域・美唄市の一部地域・月形町の一部地域・江別市の一部地域である。

## 概要
1993年（平成5年）に岩見沢市の岩見沢市農協・岩見沢幌向農協、三笠市の三笠市農協、北村（当時）の北海北村農協・空知大富農協の5つの合併によって設立。更にその後、2001年（平成13年）に栗沢町（当時）の栗沢町農協とも合併した。2024年11月11日には岩見沢市桜木の営農販売本部敷地内に機能を集約した新本所に移転。
稲作が盛んであり、米（情熱米、宮島沼ふゆみずたんぼのお米）、小麦、大豆、玉ねぎ（まるいわタマネギ、三笠たまねぎ）、メロン（三笠メロン、いわみざわスィート）、スイカ（三笠スイカ）、イチゴ（栗沢一のイチゴ）、キュウリ（三笠きゅうり－黒サンゴ）等が特産品として有名である。
- 組合員数　15,412人（正組合員1,876人、准組合員13,536人）
- 正組合員戸数　1,521戸
- 職員数　267人

## 事務所の一覧
カッコ内は所在地
- 本所（岩見沢市2条西1丁目1）
- 岩見沢支所（岩見沢市桜木1条1丁目）
  - 美園出張所（岩見沢市駒園1丁目）
- 幌向支所（岩見沢市幌向南1条2丁目）
- 栗沢支所（岩見沢市栗沢町本町163）
- 北村支所（岩見沢市北村栄町35）
- 大富支所（岩見沢市北村豊里649）
- 三笠支所（三笠市幸町12-11）